# Serjania rubicunda
Serjania rubicunda är en kinesträdsväxtart som beskrevs av Ludwig Radlkofer. Serjania rubicunda ingår i släktet Serjania och familjen kinesträdsväxter. Inga underarter finns listade i Catalogue of Life.